# Supernatural (TV-serie)

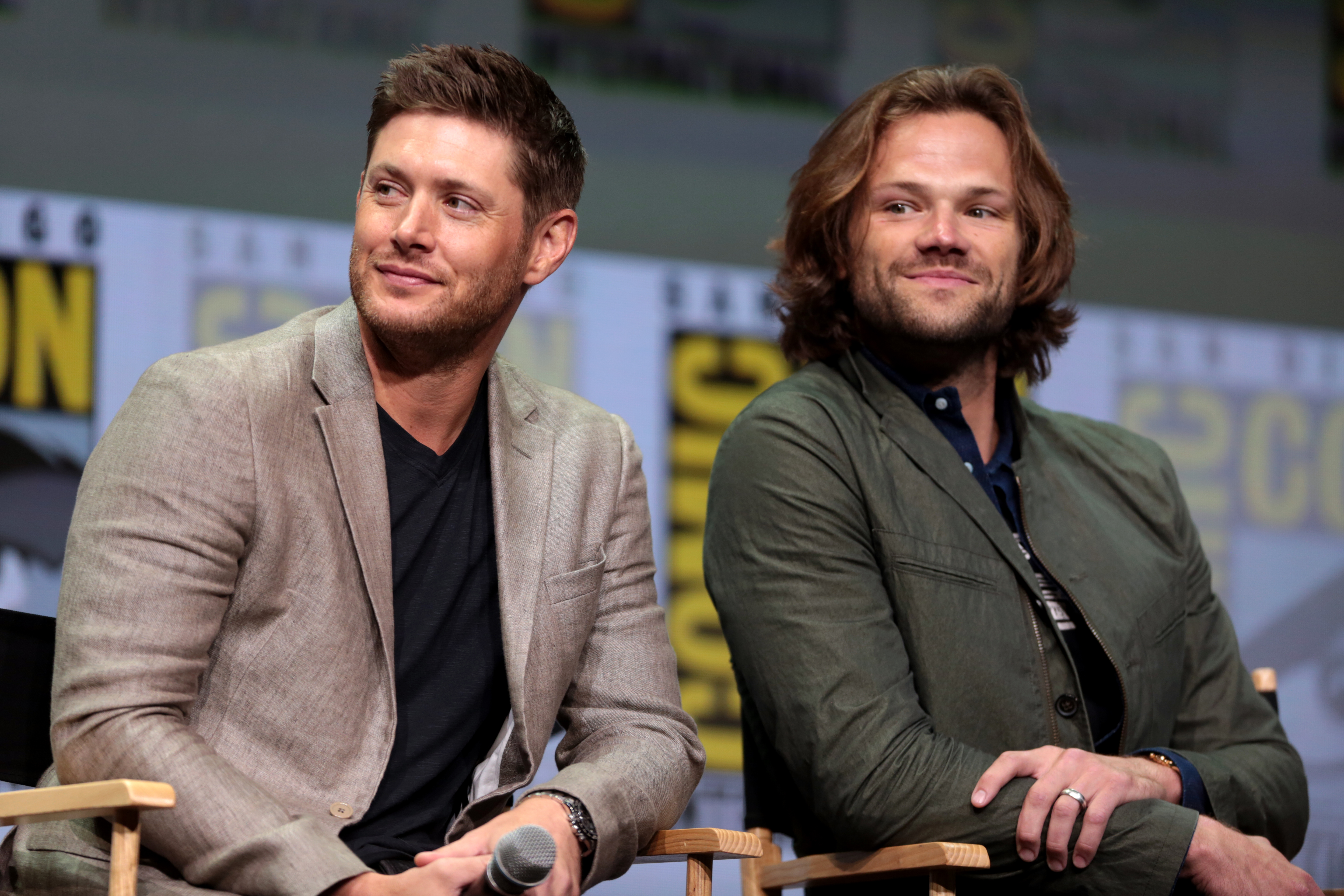
Jensen Ackles och Jared Padalecki som spelar huvudrollerna som bröderna Dean och Sam Winchester.

Supernatural är en amerikansk TV-serie från 2005 av Eric Kripke. Den spelas in i Vancouver, Kanada och det första avsnittet visades den 13 september 2005 på The WB, och därefter var serien en del av The CW:s tablå.
Det sista avsnittet sändes 19 november 2020, efter 15 säsonger och sammanlagt 327 avsnitt.

## Synopsis
Supernatural berättar historien om Sam (Jared Padalecki) och Dean Winchester (Jensen Ackles), två bröder som kämpar mot varelser som vanliga människor inte tror finns. När bröderna var små förlorade de sin mamma i en mystisk brand. Efter den händelsen försökte deras pappa hitta anledningen till hennes död, medan han tränade sina söner i att kämpa mot ondskan. Sam åkte iväg för att studera juridik medan Dean stannade och hjälpte pappa med demonjakter. Det plötsliga försvinnandet av deras pappa återförenar bröderna som bilar runt hela USA och undersöker paranormala händelser och annat oförklarligt.
Många av dessa händelser är baserade på folksagor, myter och amerikanska legender men de stöter även på klassiska övernaturliga varelser som vampyrer, varulvar och spöken.

## Roller
- Jared Padalecki – Sam Winchester "Sammy"
- Jensen Ackles – Dean Winchester
- Misha Collins – Castiel "Cas"
- Jim Beaver – Bobby Singer
- Mark Sheppard – Crowley
- Jeffrey Dean Morgan – John Winchester
- Samantha Smith – Mary Winchester
- Osric Chau – Kevin Tran
- Felicia Day – Charlie
- Rick Springfield – Lucifer (Säsong 12)
- Rob Benedict – Gud "Chuck"
- Richard Speight Jr. – Gabriel
- Fredric Lehne – Azazel "Yellow-Eyed Demon" (Säsong 1 – 2)
- Nicki Aycox – Meg (Säsong 1)
- Rachel Miner – Meg (Säsong 5 – 8 )
- Samantha Ferris – Ellen Harvelle
- Alona Tal – Joanna "Jo" Harvelle
- Robert Wisdom – Uriel
- Katie Cassidy – Ruby (Säsong 3)
- Genevieve Cortese – Ruby (Säsong 4)
- Mark Pellegrino – Lucifer (Säsong 5, 7, 11 och 12)

## Gästskådespelare
Skådespelare som gästat serien för ett fåtal avsnitt inbegriper bland annat Sterling K. Brown som spelade en vampyr och Tricia Helfer som gestaltade ett spöke.

## Avsnittsguide
| Säsong | Säsong | Avsnitt | Sändningsdatum i USA | Sändningsdatum i USA | Utsläppsdatum för DVD | Utsläppsdatum för DVD | Utsläppsdatum för DVD | Utsläppsdatum för DVD |
| Säsong | Säsong | Avsnitt | Säsongspremiär       | Säsongsavslut        | Region 1              | Region 2              | Region 3              | Region 4              |
| ------ | ------ | ------- | -------------------- | -------------------- | --------------------- | --------------------- | --------------------- | --------------------- |
|        | 1      | 22      | 13 september, 2005   | 4 maj, 2006          | 5 september, 2006     | 2 oktober, 2006       | —                     | 6 september, 2006     |
|        | 2      | 22      | 28 september, 2006   | 17 maj, 2007         | 11 september, 2007    | 29 oktober, 2007      | —                     | 2 oktober, 2007       |
|        | 3      | 16      | 4 oktober, 2007      | 15 maj, 2008         | 2 september, 2008     | 26 augusti, 2008      | —                     | 1 oktober, 2008       |
|        | 4      | 22      | 18 september, 2008   | 14 maj, 2009         | 1 september, 2009     | 2 november, 2009      | —                     | 6 januari, 2010       |
|        | 5      | 22      | 10 september, 2009   | 13 maj, 2010         | 7 september, 2010     | 18 oktober, 2010      | —                     | 10 november, 2010     |
|        | 6      | 22      | 24 september, 2010   | 20 maj, 2011         | 13 september, 2011    | 7 november, 2011      | —                     | 2 november, 2011      |
|        | 7      | 23      | 23 september, 2011   | 18 maj, 2012         | 18 september, 2012    | 5 november, 2012      | —                     | 31 oktober, 2012      |
|        | 8      | 23      | 3 oktober, 2012      | 15 maj, 2013         | 10 september, 2013    | 28 oktober, 2013      | —                     | 25 september, 2013    |
|        | 9      | 23      | 8 oktober, 2013      | 20 maj, 2014         | 9 september, 2014     | 8 juni, 2015          | —                     | 8 oktober, 2014       |
|        | 10     | 23      | 7 oktober, 2014      | 20 maj, 2015         | 8 september, 2015     | 21 mars, 2016         | —                     | 9 september, 2015     |
|        | 11     | 23      | 7 oktober, 2015      | 25 maj, 2016         | 6 september, 2016     | 10 oktober, 2016      | —                     | 7 september, 2016     |
|        | 12     | 23      | 13 oktober, 2016     | 18 maj, 2017         | 5 september, 2017     | 4 september, 2017     | —                     | 6 september, 2017     |
|        | 13     | 23      | 12 oktober, 2017     | 17 maj, 2018         | 4 september, 2018     | 1 oktober, 2018       | —                     | 5 september, 2018     |
|        | 14     | 20      | 11 oktober, 2018     | 25 april, 2019       | 10 september, 2019    | 11 september, 2019    | —                     | 11 september, 2019    |
|        | 15     | 20      | 10 oktober, 2019     | 19 november, 2020    |                       |                       |                       |                       |